# La alegre trompetería
La alegre trompeteria es una comedia musical o revista musical, denominada también como "pasatiempo lírico", en un acto dividido en cinco cuadros y un "intermedio telegráfico", con música del maestro Vicente Lleó y libreto de Antonio Paso. Se estrenó en el Teatro Eslava de Madrid el 14 de octubre de 1907. De esta obra, uno de sus números más recordados es el célebre "Vals de la regadera", del cual cabe reseñar, que siendo tan grande su popularidad, llegó a estrenarse un entremés paródico titulado La regadera. 

## Argumento
Concha una mujer moderna y jovial se ve en el dilema de intentar ocultarle su verdadera profesión a la gente: es una joven artista que se gana la vida como cantante de revista. Con la ayuda de su novio, enseña en un colegio de señoritas en el que profesores y alumnas no son otros que los miembros de la compañía teatral. Sin embargo, el enredo se desencadena cuando un hombre de provincias, se presenta en el lugar esperando los servicios de las señoritas. Tras una sucesión de malentendidos, la situación, finalmente quedará aclarada.

## Números Musicales
- Preludio (Orquesta).
- Presentación de Gazapo:"¿Hay permiso?".
- Coro - Canción de las Cotorritas: "Pequeñitas nos cogieron".
- Couplet - Vals de la regadera: "Tengo un jardín en mi casa".
- Intermedio (Orquesta).
- Terceto de las Toreadoras: "Manolé, chachipé".
- Fiesta Glauca - Coro: "Fiesta nimbosa, verbena glauca".
- Canción de la Pasionaria:"Aquí está la pasionaria".
- Canción de la Orquídea y Camelias: "Yo soy la flor más cara".
- Apoteosis y Fin de la Obra (Orquesta).

## Representaciones destacadas
- Teatro (Estreno) (Madrid, 14 de octubre de 1907). Intérpretes:Julia Fons, Carlos Allens - Perkins, Resurrección Quijano.
- Teatro (1919): Intérpretes: Carlota Paisano, Salvador Videgain, Luis Heredia, Casta Labrador, Faustino Bretaño.